# Saraï
Saraï, également translittéré Saray (« palais » en persan), son nom complet étant Sarai Batu (le palais de Batu) est la capitale des khans de la Horde d'or après sa fondation par Batu, petit-fils de Gengis Khan, vers 1240. Elle est située sur la basse Volga, près de Volgograd, sur le territoire de l'actuelle Syelitryennoye (ru) (Селитренное) dans l'actuel Oblast d'Astrakhan.
Cette cité ne doit pas être confondue avec la Nouvelle-Saraï dite Saraî Berke, qui sera la seconde capitale de la Horde d'Or vers 1330, ni avec la Petite Sarai ou Sarai-Juk, le chef-lieu sur l'Oural de la Horde Nogaï.

## Historique

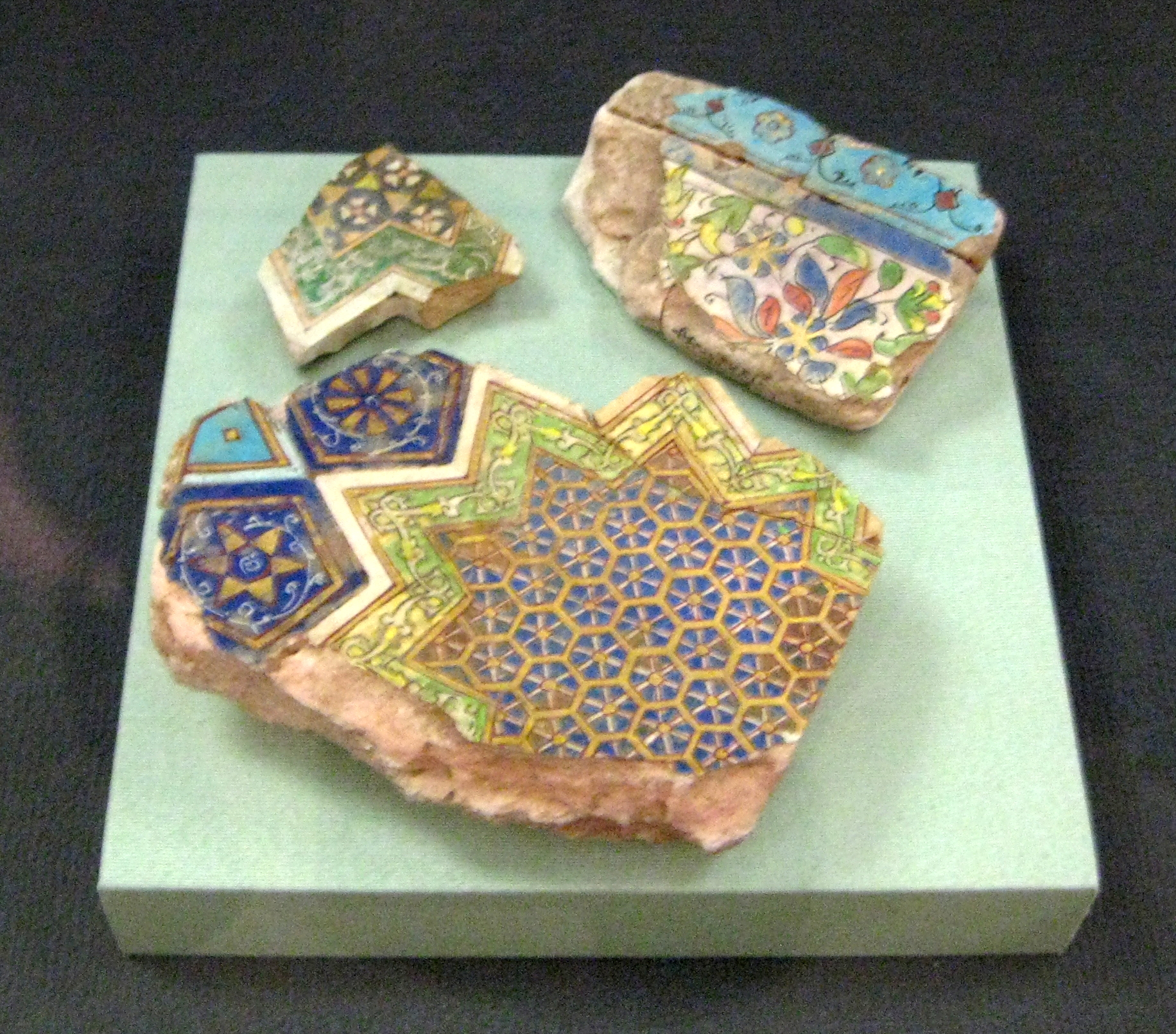
Fragments de carreaux décoratifs de Saraï.

La ville est fondée à la suite des conquêtes menées par Batu dans les principautés russes entre 1236 et 1241. La ville est mentionnée pour la première fois en 1254 dans le récit de voyage de Guillaume de Rubrouck, émissaire du roi Louis IX. L'emplacement est stratégiquement choisie dans la steppe kiptchaq afin de supplanter le contrôle évincé. Cependant, la véritable capitale de la Horde d'Or est le campement du Khan qui se déplace au fil des saisons.
Sous le règne d'Özbeg, le voyageur Ibn Battûta visite Saraï et la décrit comme « l'une des plus belles villes ». Son récit évoque la grande dimension des bâtiments, la diversité des habitants, les différents quartiers et marchés. Sa population est alors estimée entre 75.000 et 200.000 habitants. La ville représente un centre économique, culturel et universitaire cosmopolite. Caractéristique de l'Empire mongol, elle accueille les lieux de cultes de plusieurs confessions différentes.
Saraï souffre au milieu du XIVe siècle des épidémies qui sévissent dans la région. Elle est mise à sac par Tamerlan en 1395. Les sources mentionnent la reprises des activités économiques jusqu'à son abandon à la fin du XVe siècle.
Elle fut détruite plusieurs fois entre la fin du XIVe et le XVIe siècle, et définitivement en 1556 lorsque Ivan le Terrible conquit le khanat d'Astrakhan.

## Tombes impériales
Les sources contemporaines indiquent que Saraï accueille également plusieurs lieux de sépultures de la dynastie de Djötchi, incluant les sépultures de Batu, Berke et Ozbeg. La carte de Fra Mauro mentionne effectivement une importante tombe impériale près de Saraï ce qui indique que la ville et ses abords jouent un rôle dans la géographie funéraire de la Horde d'Or. Le village de Lapas (en), à proximité du site supposé de l'Ancienne Saraï, présente un important groupe de mausolées supposément rattachés aux khans convertis à l'islam.